# Ginés Cartagena
Ginés Céspedes Sánchez Cartagena más conocido como Ginés Cartagena (Benidorm, provincia de Alicante, 19 de septiembre de 1968 – Madrid, 22 de noviembre de 1995), fue un rejoneador español.

## Biografía
Mientras las grandes familias de la nobleza española (Domecq en particular) dominaban el rejoneo, Ginés Cartagena, quien no pertenecía a la aristocracia taurina, cambió la situación presentándose en Madrid en 1987 con los portugueses João y António Ribeiro Telles, y el español Curro Bedoya.
Ginés Cartagena formó parte de una nueva generación de rejoneadores que revolucionaron el rejoneo haciéndolo aún más espectacular. Ginés Cartagena está en el origen del renovado éxito del rejoneo que le permitirá atraer a un público más amplio y fiel.Estuvo en lo más alto del escalafón a mediados de los ochenta. Tuvo como apoderado a Luc Jalabert, padre del torero francés Juan Bautista y exdirector de las arenas de Arlés, a quien también eligió más tarde su sobrino Andy Cartagena.
Murió prematuramente en un accidente de tráfico, atropellado por un camión al costado de una carretera entre Madrid y Badajoz cerca de Navalcarnero.
Algunos aficionados han señalado su forma áspera y, a veces, violenta de montar sus monturas. Por otro lado, nadie disputó su carisma y su espectacular toreo . Seguirá siendo uno de los más grandes del XX rejoneadores . Su sobrino, Andy Cartagena, también es rejoneador y también forma parte de la élite del toreo a caballo.

## Carrera profesional
- Debut en Las Ventas de Madrid : 18 de mayo de 1987 con Curro Bedoya, los hermanos Joao y Antonio Ribeiro Telles con toros de la ganadería Infante da Cámara
- Temporada 1994 : 81 corridas de toros, 188 orejas quedando primero del escalafón .